# Torkel Weis-Fogh
Torkel Weis-Fogh (Aarhus, 25 de marzo de 1922 – Cambridge, 13 de noviembre de 1975) fue un zoólogo danés y profesor de la Universidad de Cambridge y la Universidad de Copenhague.  Es conocido por sus contribuciones a la comprensión del vuelo de los insectos, especialmente el mecanismo de aplauso y lanzamiento (en inglés: clap and fling) utilizado por algunos insectos muy pequeños. James Lighthill lo denominó "el mecanismo Weis-Fogh de generación de sustentación". 

## Biografía
Weis-Fogh nació en Aarhus y estudió en la Universidad de Copenhague, fue luego asistente de investigación del fisiólogo danés ganador del Premio Nobel August Krogh, donde estudió el mecanismo de vuelo de la Schistocerca gregaria. Fue pionero en los estudios del vuelo de los insectos junto con Krogh en un artículo clásico de 1951.  Luego pasó un año en el Instituto de Neurofisiología de Copenhague. 
Weis-Fogh luego fue a la Universidad de Cambridge en Inglaterra durante cuatro años, donde descubrió una proteína gomosa, la resilina, en la cutícula de los insectos.   Continuó trabajando en el vuelo de los insectos. 
Regresó a Copenhague como profesor de zoofisiología, pero regresó a Cambridge en 1966 para convertirse en profesor de zoología allí, y continuó investigando los mecanismos de la motilidad celular y del vuelo. 

### Vuelo de los insectos

Una instantánea de los flujos y fuerzas que actúan en el mecanismo de aplauso y lanzamiento de Weis-Fogh para el vuelo de los insectos. Las frágiles alas de un tripes crean vórtices en el flujo de aire, que generan sustentación.

En 1973, Weis-Fogh ideó un modelo matemático que explicaba cómo insectos extremadamente pequeños como los tisanópteros y los calcidoideos como Encarsia formosa podían volar utilizando el método de aplausos y lanzamientos,   donde la aerodinámica convencional  de estado estacionario no se aplicaba. Estos insectos ganan sustentación creando vórtices cerca de sus alas, al precio del desgaste que suponen los repetidos aplausos. El matemático británico Sir James Lighthill denominó a este mecanismo Weis-Fogh de generación de sustentación.   El artículo de Weis-Fogh de 1973 Quick Estimates of Flight Fitness in Hovering Animals, Including Novel Mechanisms for Lift Production  ha sido citado más de 1000 veces. 

## Premios y honores
El fondo Hanne y Torkel Weis-Fogh lleva su nombre. 